# Скок, Вячеслав Александрович
Вячеслав Александрович Скок (род. 3 сентября 1946, Ржев, Калининская область) — советский ватерполист, серебряный призёр Олимпийских игр. Заслуженный мастер спорта СССР. Заслуженный тренер СССР. Судья всесоюзной категории.
Окончил ГЦОЛИФК (1969), МАДИ.

## Биография
Играл в «Динамо» (Московская обл.) в 1962—1964, «Динамо» (Москва) в 1965—1971.
Входил в сборную команду СССР в 1968—1971 годах.
На Олимпиаде в Мехико в составе сборной СССР завоевал серебряную медаль.
Чемпион Европы (1970). Чемпион СССР (1968, 1969). Победитель Спартакиады народов СССР 1967.
Тренер сборной СССР в 1978—1985 годах. Тренер сборной команды СССР — чемпионов Олимпийских игр (1980).
Главный тренер «Торпедо» (Москва) в 1987—1988 годах, «Динамо» (Москва) в 1988 (осень) — 1991 году. Затем работал тренером в Нидерландах, тренировал сборную Мальты, работал тренером в Венесуэле.
В 2002—2007 годах — главный тренер женской сборной Сингапура.